# Karol Myrek
Karol Myrek (ur. 27 marca 1886 w Piaskach Wielkich, zm. ok. 1964 w Krakowie) – pułkownik Wojska Polskiego, od sierpnia 1945 pełnomocnik Rządu RP w Legnicy.

## Życiorys
Pochodził z chłopskiej rodziny. Jego ojcem był Wojciech Myrek. W 1908 roku wstąpił do armii austro-węgierskiej, w której szeregach walczył we Włoszech. Studiował na Uniwersytecie Jagiellońskim, które ukończył w 1914 r. z tytułem magistra prawa. Po zakończeniu I wojny światowej dołączył do Wojska Polskiego. Brał udział w wojnie polsko-bolszewickiej jako adiutant. W 1932 dosłużył się stopnia pułkownika. Podczas kampanii wrześniowej był dowódcą obrony artyleryjskiej Krakowa, a następnie dowódcą artylerii ośrodka trzeciego. 20 września przedostał się z Polski do Węgier, gdzie pozostał do zakończenia wojny. 
Od 14 sierpnia do grudnia 1945 roku pełnił stanowisko pełnomocnika Rządu RP na obwód XXI – miasto Legnicę, co odpowiadało dzisiejszemu stanowisku prezydenta miasta. We wrześniu tego samego roku, mianował na swojego zastępcę Władysława Dybowskiego. Powodem odwołania Myrka ze stanowiska była jego krytyka wobec radzieckich władz miasta.

## Upamiętnienie
W Legnicy znajduje się ulica płk. Karola Myrka.